# Taylor & Francis
Taylor & Francis Group é uma empresa internacional do Reino Unido que publica livros e periódicos acadêmicos. Suas filiais incluem Taylor & Francis, CRC Press, Routledge, F1000 Research e Dovepress .  É uma divisão da Informa, uma editora e empresa de conferências sediada no Reino Unido. É uma das três maiores editoras de periódicos acadêmicos do mundo, segundo o site especializado wordsrated.com.

## Visão geral

### Fundação
A empresa foi fundada em 1852, quando William Francis se juntou a Richard Taylor em seu negócio editorial. Taylor fundou sua empresa em 1798. Seus temas abrangiam agricultura, química, educação, engenharia, geografia, direito, matemática, medicina e ciências sociais.
O filho de Francis, Richard Taunton Francis (1883–1930), foi o único sócio da empresa de 1917 a 1930. 
Em 1965, a Taylor & Francis lançou a Wykeham Publications e começou a publicar livros. A T&F adquiriu a Hemisphere Publishing em 1988, e a empresa foi renomeada para Taylor & Francis Group por causa do crescente número de impressões. A Taylor & Francis deixou o negócio de impressão em 1990 para se concentrar na publicação. Em 1998, abriu seu capital na Bolsa de Valores de Londres e, no mesmo ano, comprou sua rival de publicação acadêmica Routledge por £ 90 milhões. A aquisição de outras editoras permaneceu uma parte essencial da estratégia de negócios do grupo. Ela se fundiu com a Informa em 2004 para criar uma nova empresa chamada T&F Informa, desde então renomeada para Informa .  Após a fusão, a T&F fechou o histórico escritório da Routledge em New Fetter Lane, em Londres, e mudou-se para sua sede atual em Milton Park, Oxfordshire . 

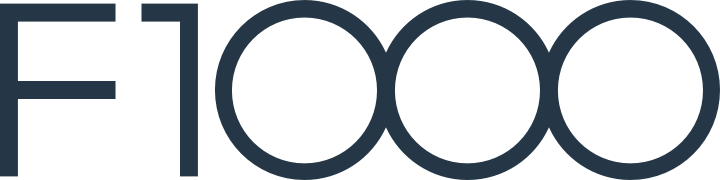
Logotipo da F1000 Research

Em 2017, Taylor & Francis vendeu ativos de sua marca Garland Science para WW Norton & Company e deixou de usar essa marca.   Em 2017, após colaborar por vários anos, a Taylor & Francis comprou a empresa especializada em recursos digitais Colwiz .   Em janeiro de 2020, a T&F comprou a plataforma de publicação de pesquisa aberta F1000 . 
Em 2018, a Informa PLC relatou que a Taylor & Francis publica mais de 2.700 periódicos e cerca de 7.000 novos livros a cada ano, com uma lista de mais de 140.000 títulos disponíveis em formatos impressos e digitais.  Ela utiliza o selo Routledge para publicações em humanidades, ciências sociais, ciências comportamentais, direito e educação, e o selo CRC Press para publicações em ciência, tecnologia, engenharia e matemática (STEM).

## Qualidade dos periódicos
Em maio de 2022, 836 periódicos Taylor & Francis estavam listados no Índice Científico Norueguês (Norwegian Scientific Index), dos quais 753 tinham uma classificação "nível 1" (atende ao padrão acadêmico), 70 tinham uma classificação de "nível 2" (o nível mais alto), um tinha uma classificação "nível X" (decisão sobre a classificação em andamento) e 13 tinham uma classificação "nível 0" (indicando qualidade não acadêmica).
1. ↑  «Taylor & Francis launches its first open research publishing platform with F1000». F1000 (em inglês). 29 de setembro de 2021. Consultado em 27 de abril de 2022. Arquivado do original em 22 May 2022 Verifique data em: |arquivodata= (ajuda)
2. ↑  «About Us». Taylor & Francis, UK. Cópia arquivada em 18 de novembro de 2006
3. ↑  Brock, W.H.; Meadows, A.J. (1998). The Lamp of Learning: Taylor & Francis and Two Centuries of Publishing. [S.l.]: Taylor & Francis. ISBN 9780748402656 Verifique o valor de |url-access=registration (ajuda)
4. ↑  Biographical Index of Former Fellows of the Royal Society of Edinburgh 1783–2002 (PDF). [S.l.]: The Royal Society of Edinburgh. July 2006. ISBN 0-902-198-84-X. Consultado em 3 June 2016. Cópia arquivada (PDF) em 24 January 2013 Verifique data em: |acessodata=, |arquivodata=, |data= (ajuda)
5. ↑  «T&F and Informa merge, books unit to move». 2 March 2004. Consultado em 16 March 2017. Arquivado do original em 27 January 2022 Verifique data em: |acessodata=, |arquivodata=, |data= (ajuda)
6. ↑  «W.W. Norton & Company Inc. has acquired certain assets of Garland Science from Taylor & Francis Group.». Broadwater & Associates. December 2017. Consultado em 18 January 2018. Arquivado do original em 28 July 2022 Verifique data em: |acessodata=, |arquivodata=, |data= (ajuda)
7. 1 2 3  «Results for 12 months to 31 December 2017.» (PDF). Informa. December 2017. Consultado em 28 February 2018. Arquivado do original (PDF) em 9 May 2019 Verifique data em: |acessodata=, |arquivodata=, |data= (ajuda)
8. ↑  «Academic Digital Research Services start-up Colwiz joins Taylor & Francis Group». Taylor & Francis Newsroom. 2017. Consultado em 31 May 2017. Arquivado do original em 31 May 2017 Verifique data em: |acessodata=, |arquivodata= (ajuda)
9. ↑  «T&F buys reference-management tool colwiz». The Bookseller. 2017. Consultado em 31 May 2017. Arquivado do original em 31 October 2021 Verifique data em: |acessodata=, |arquivodata= (ajuda)
10. ↑  «Taylor & Francis buys F1000 Research». The Bookseller. Consultado em 11 April 2022. Arquivado do original em 2 July 2022 Verifique data em: |acessodata=, |arquivodata= (ajuda)
11. ↑  «Forlag info | Kanalregisteret». kanalregister.hkdir.no. Consultado em 25 de maio de 2022. Arquivado do original em 3 June 2022 Verifique data em: |arquivodata= (ajuda)